# بيتر ويليم فان دير هورست
بيتر ويليم فان دير هورست (بالهولندية: Pieter van der Horst)‏ هو عالم عقيدة هولندي، ولد في 4 يوليو 1946.